# Alton Ellis

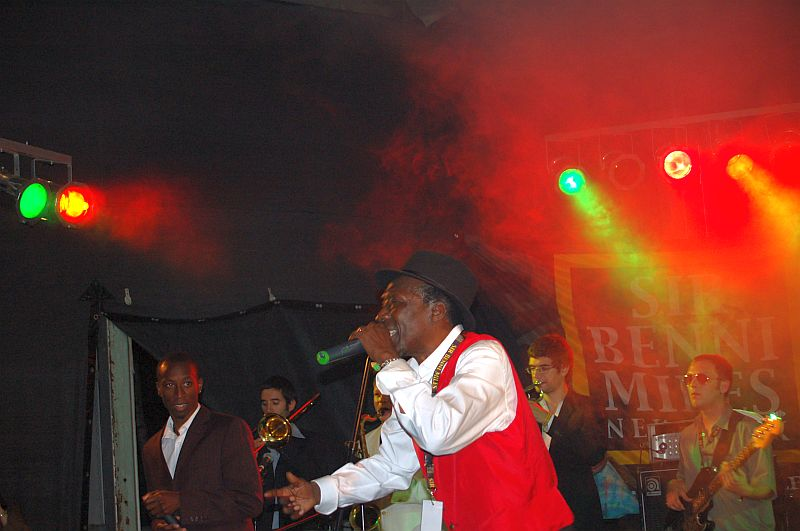
Alton Ellis podczas występu na żywo w 2007

Alton Ellis (ur. 1 września 1938 w Kingston, zm. 10 października 2008 w Londynie) – jamajski muzyk reggae, nazywany ojcem chrzestnym rocksteady.
Dorastał w slumsach Trenchtown. Od 1959 występował z Eddie Perkinsem (jako duet Alton & Eddie), wraz z którym nagrał kilka utworów dla Studio One, m.in. swój pierwszy przebój Muriel. Po wyjeździe Perkinsa do USA. Ellis rozpoczął współpracę ze studiem Treasure Isle Duke'a Reida, nagrywając i występując z triem The Flames. W połowie lat 60. wraz z m.in. klawiszowcem Jackiem Mittoo wprowadził innowacje do stylu ska, zwalniając tempo i zmieniając role instrumentów; w 1966 ukazał się singel Get Ready - Rock Steady, który dał nazwę nowemu stylowi w muzyce jamajskiej. W następnych latach Ellis nagrywał zarówno dla Reida jak i dla "Coxsone" Dodda. Rozczarowany wolnym rozwojem jamajskiej sceny muzycznej w 1972 przeprowadził się na stałe do Anglii. Założył własną wytwórnię Altone Records. Regularnie nagrywał płyty i koncertował.

## Wybrana dyskografia
- Mr Soul Of Jamaica 1967
- Sunday Coming 1970
- Cry Tough 1973
- Still In Love 1977
- Mr Ska Bean'a 1980 (z The Heptones)
- Alton & Hortense Ellis 1990
- Arise Black Man 1968-1978 1999